# Voltlage
Voltlage est une commune allemande de l'arrondissement d'Osnabrück, Land de Basse-Saxe.

## Géographie
Voltlage comprend les quartiers de Höckel, Voltlage et Weese.
| Fürstenau |          | Merzen       |
| Hopsten   | Voltlage | Neuenkirchen |
|           | Recke    |              |

## Personnalités liées à la commune
- Bernhard Heinrich Overberg (1748–1826), théologien catholique et pédagogue.

## Source, notes et références
- (de) Cet article est partiellement ou en totalité issu de l’article de Wikipédia en allemand intitulé « Voltlage » (voir la liste des auteurs).